# Кевін Роллан

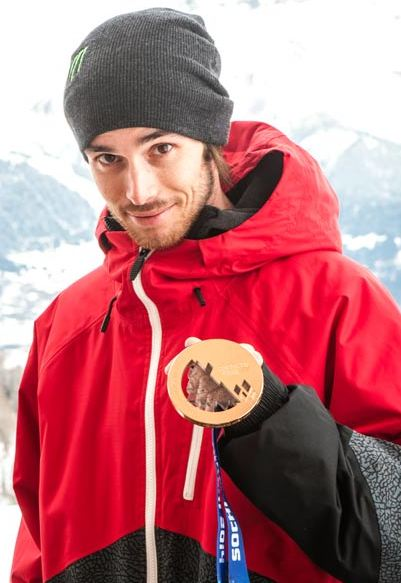
Ке́він Ролла́н

Ке́він Ролла́н (фр. Kevin Rolland; нар. 10 серпня 1989, Бур-Сен-Морис, Франція) — французький фристайліст. Бронзовий призер зимових Олімпійських ігор 2014 року у хафпайпі.
Чемпіон Європейських зимових екстремальних ігор 2010 року з сурперпайпу.